# Języczek ssaków

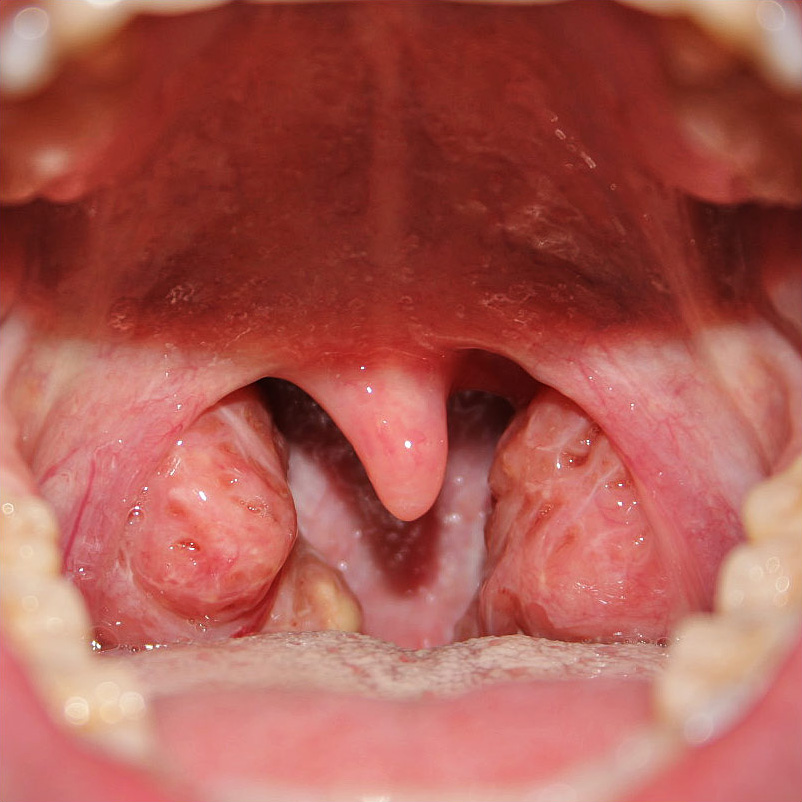
Języczek widoczny na środku zdjęcia

Języczek (łac. uvula) – wyrostek na tylnym brzegu podniebienia miękkiego. Języczek zazwyczaj zwisa ku dołowi, dotykając prawie nasady języka, ale w czasie połykania ustawia się poziomo ku tylnej ścianie gardła.
Języczek składa się z tkanki łącznej i mięśniówki, tworzącej mięsień języczka, służący do unoszenia i skracania podniebienia miękkiego. Oprócz tego zawiera grudki chłonne i śluzowe gruczoły podniebienne.
Języczek jest niezbędny do mowy. W czasie artykulacji głosek ustnych zamyka połączenie między częścią ustną a nosową gardła, uniemożliwiając powstanie rezonansu nosowego. Oprócz tego w niektórych językach istnieją spółgłoski języczkowe, artykułowane przez zetknięcie tylnej części języka z języczkiem.

Przeczytaj ostrzeżenie dotyczące informacji medycznych i pokrewnych zamieszczonych w Wikipedii.